# شارع بدارو

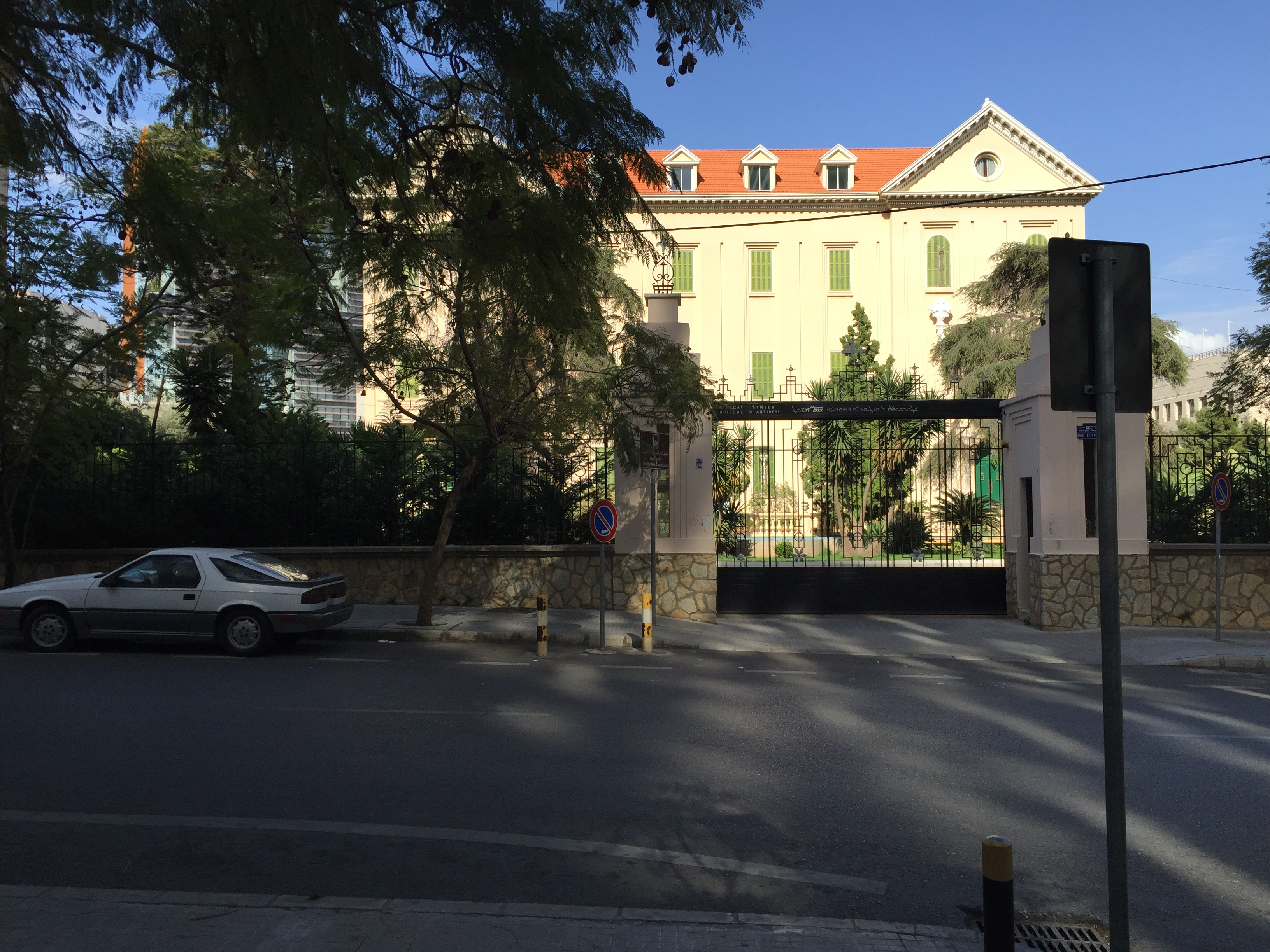
بطريركية السريان الكاثوليك في شارع بدارو

شارع بدارو هو شارع من شوارع مدينة بيروت العاصمة اللبنانية. طوله 680م.

كانت منطقة بساتين قبل آن يسكنها الأثرياء الهاربين من سوريا في الخمسينيات لتصبح منطقة مكتزة مزدهره حتى الحرب الأهلية اللبنانية حين فقدت بريقها بسبب الأعمال القتالية لتعود وتحيا من جديد بعد انتهاء الحرب.
 لتصبح منطقة تجارية مهمة تستوعب العديد من الوزارات والشركات المهمة والملاهي الليلية.

## معرض الصور

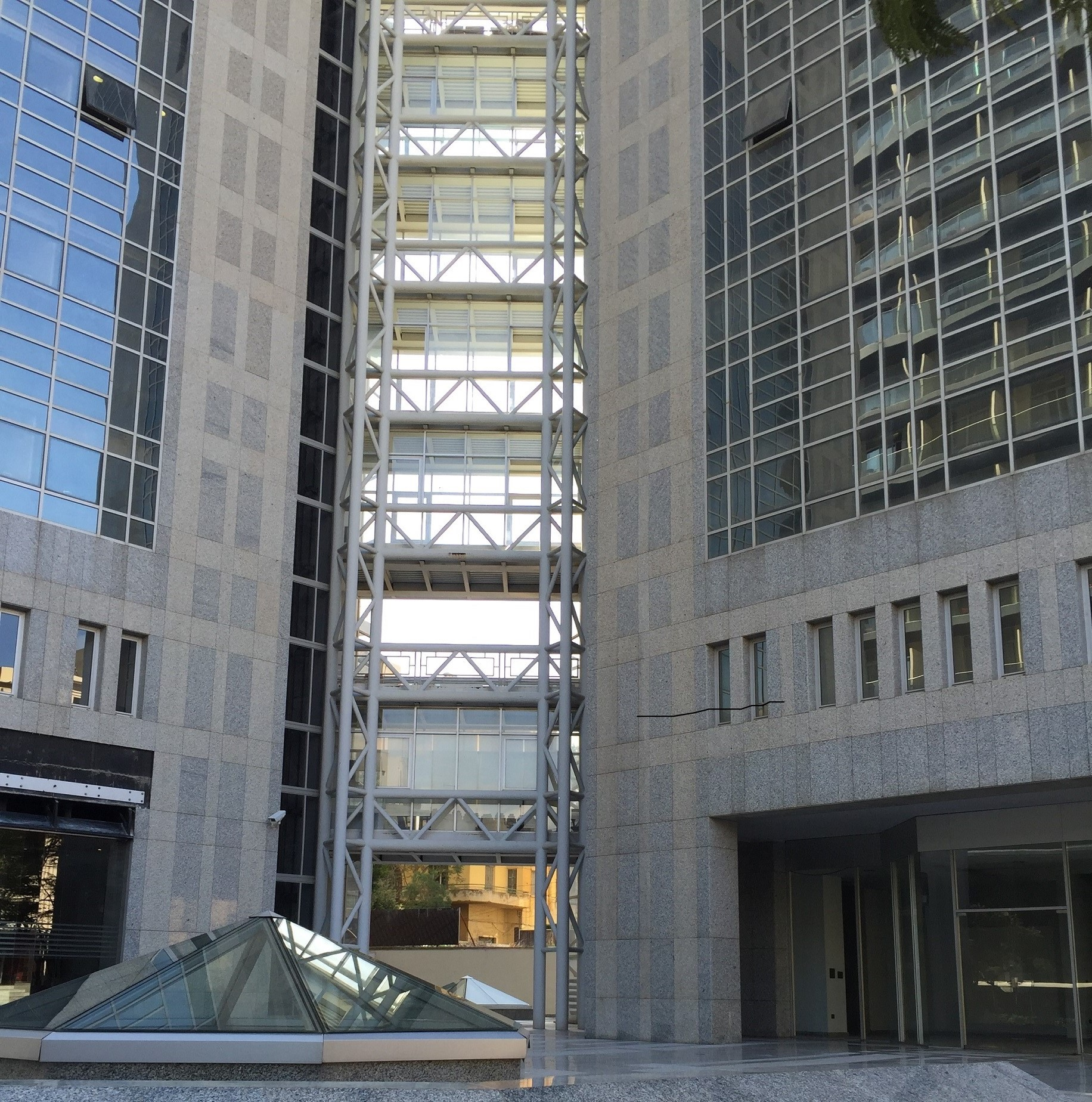
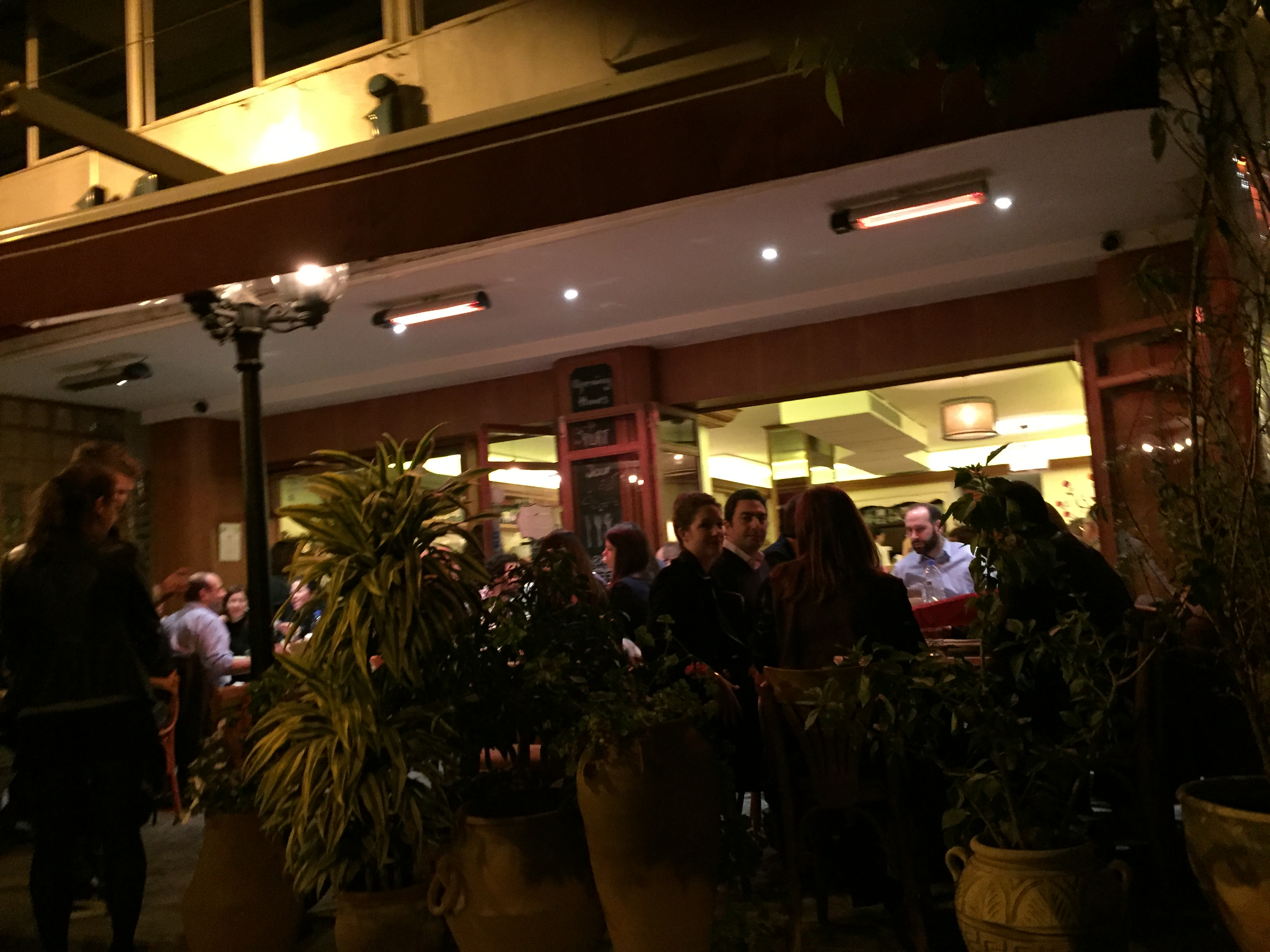
الحياة اليلية في بدارو
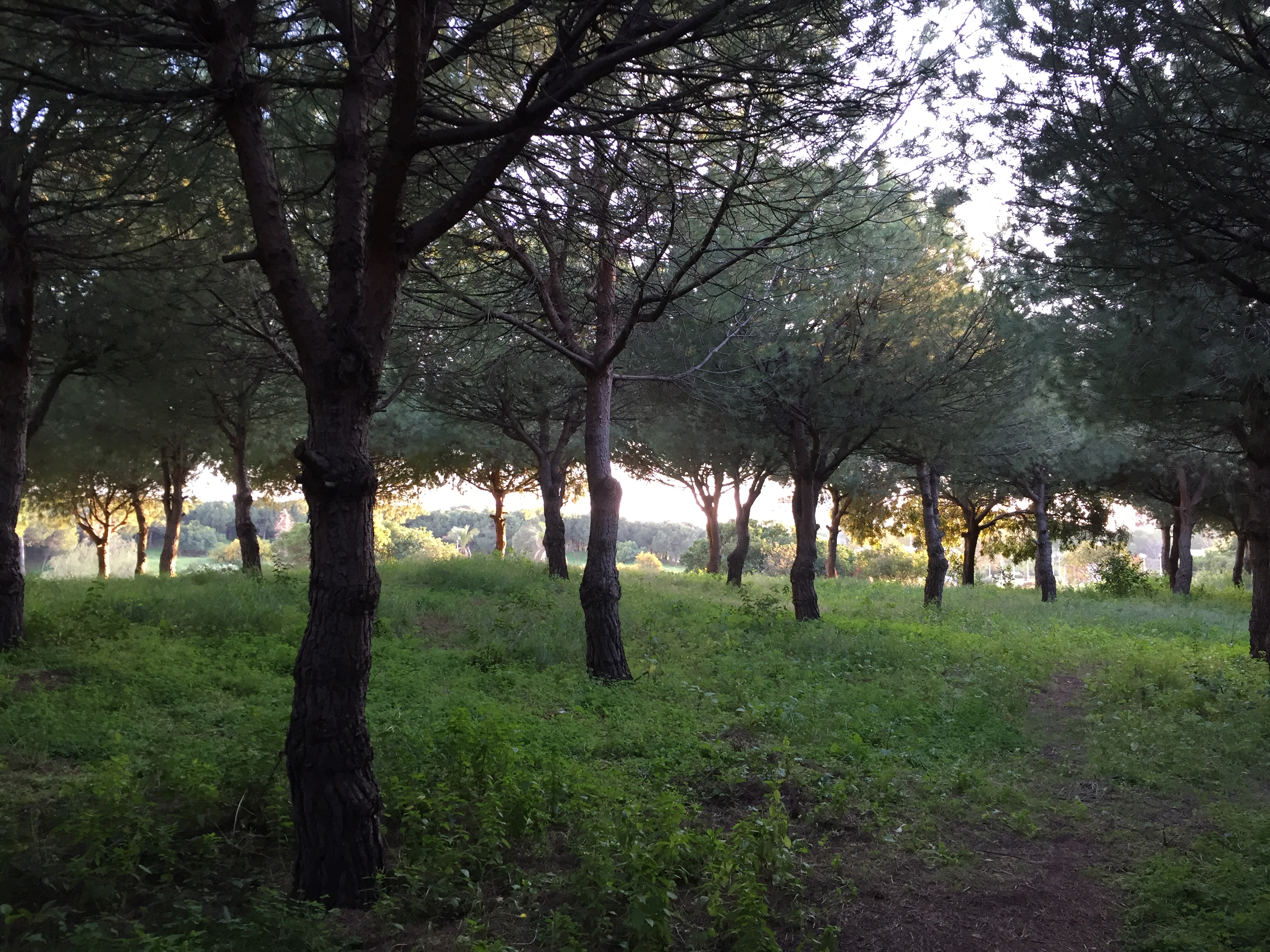
حديقة في وسط بدارو
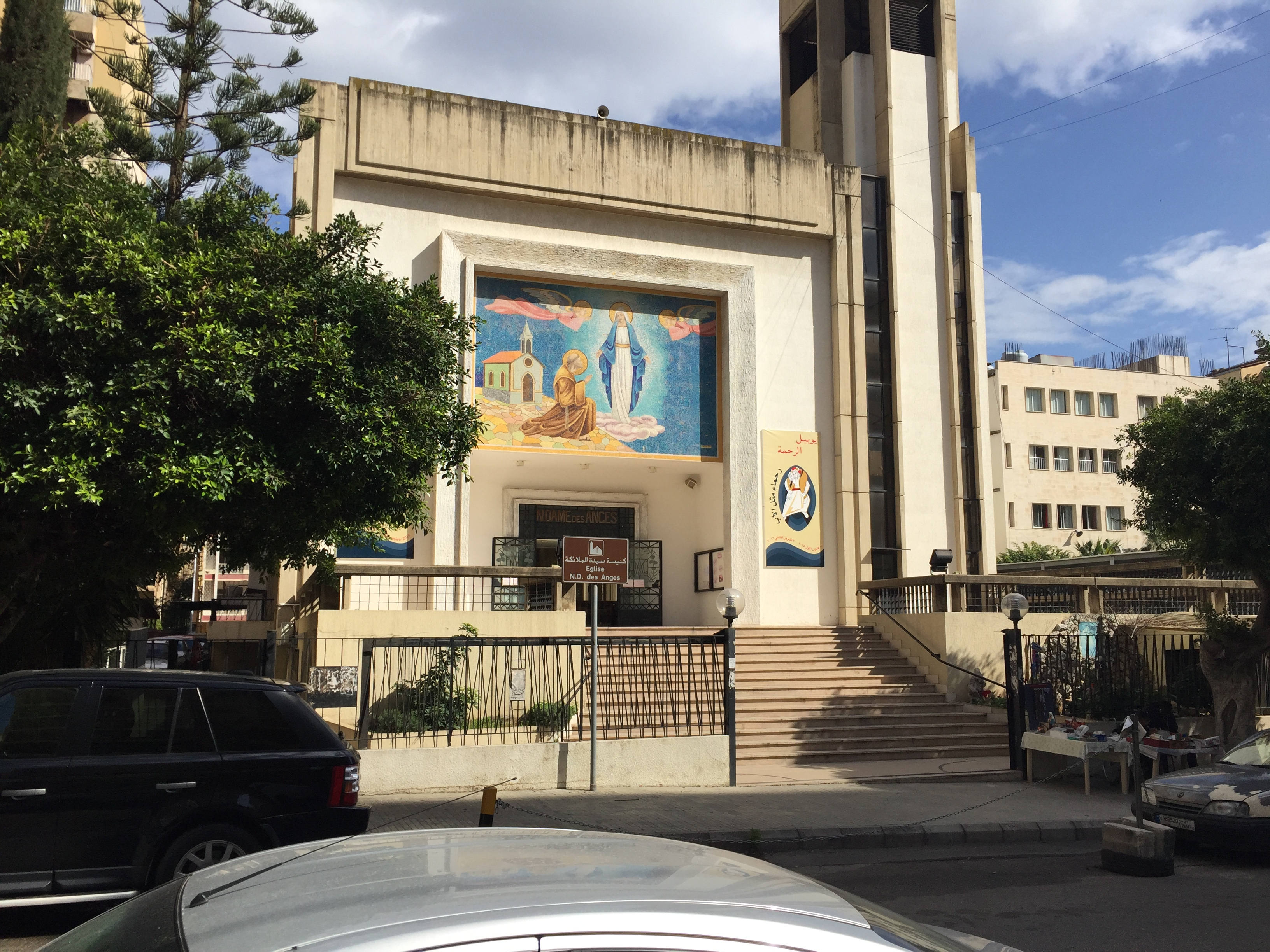
كنيسة بدارو
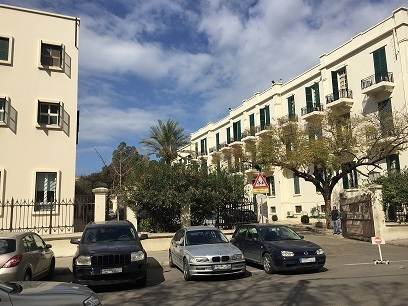
المتاحف في بدارو